# Isanthrene pelor
Isanthrene pelor är en fjärilsart som beskrevs av Druce 1897. Isanthrene pelor ingår i släktet Isanthrene och familjen björnspinnare. Inga underarter finns listade i Catalogue of Life.